# Exocentrus championi
Exocentrus championi es una especie de escarabajo longicornio del género Exocentrus, subfamilia Lamiinae. Fue descrita científicamente por Fisher en 1940.
Se distribuye por Bután, China, Nepal e India. Mide 4-6,5 milímetros de longitud. El período de vuelo ocurre en los meses de mayo, junio, julio y agosto.